# Palazzo dell'Informazione
Il Palazzo dell'Informazione, o Palazzo dei Giornali, in origine Palazzo del Popolo d'Italia, è un edificio storico situato in piazza Cavour al civico 2, nella zona centrale della città di Milano. Fu realizzato in stile littorio fra il 1938 e il 1942 dall'architetto Giovanni Muzio su commissione di Benito Mussolini che vi entrò il 20 ottobre 1942 come direttore della testata il Popolo d'Italia, organo del Partito Nazionale Fascista.

## Storia e descrizione
Il palazzo, imponente in dimensioni e dalla sagoma monumentale, fu eretto sull'area del preesistente Hotel Cavour in concomitanza con il riordino della piazza nel periodo delle grandi risistemazioni urbanistiche operate dall'amministrazione fascista nel centro di Milano, cominciate un decennio prima con l'interessamento dello stesso Muzio e dei colleghi architetti-urbanisti del movimento del Novecento italiano.

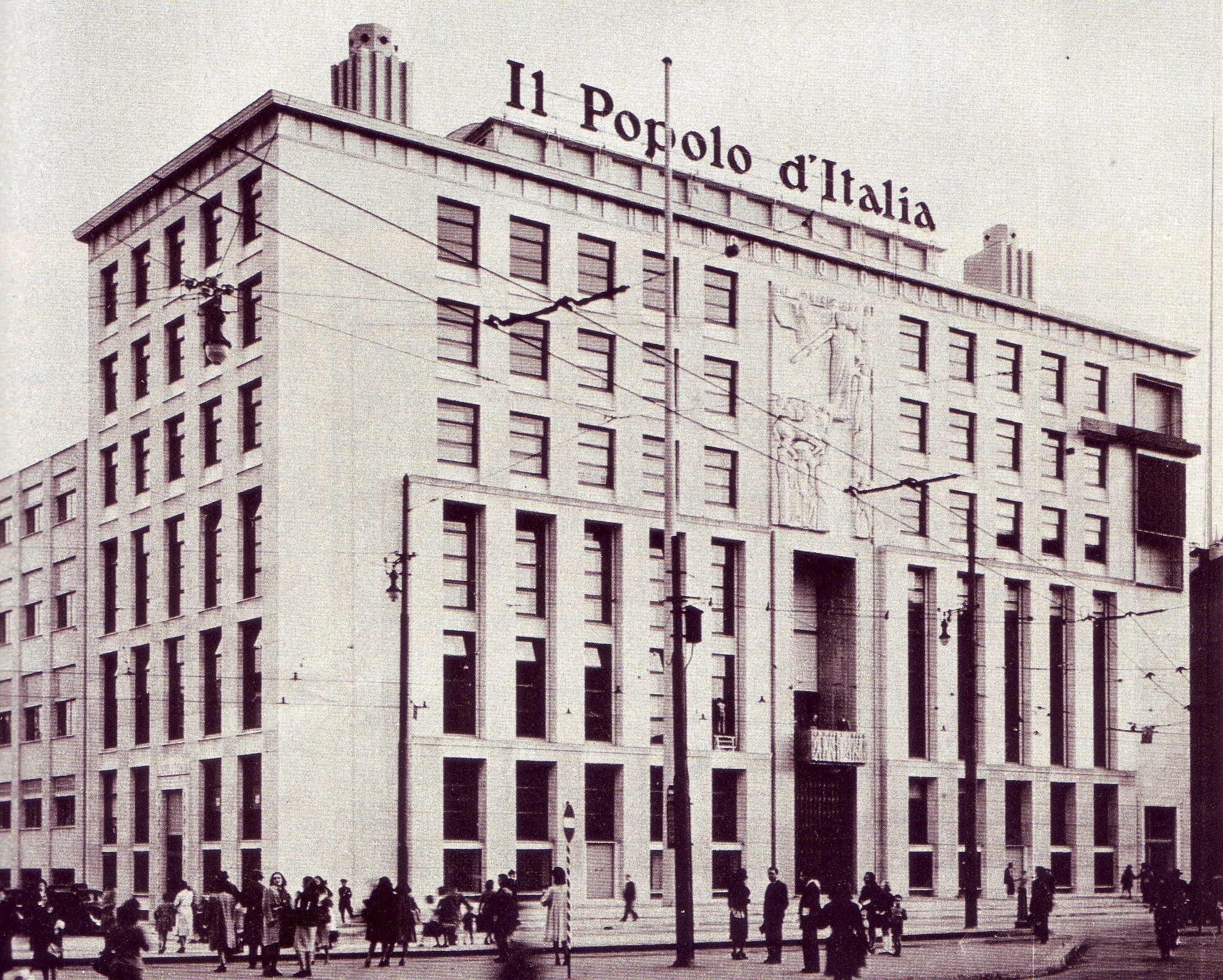
Il palazzo prima del 1943

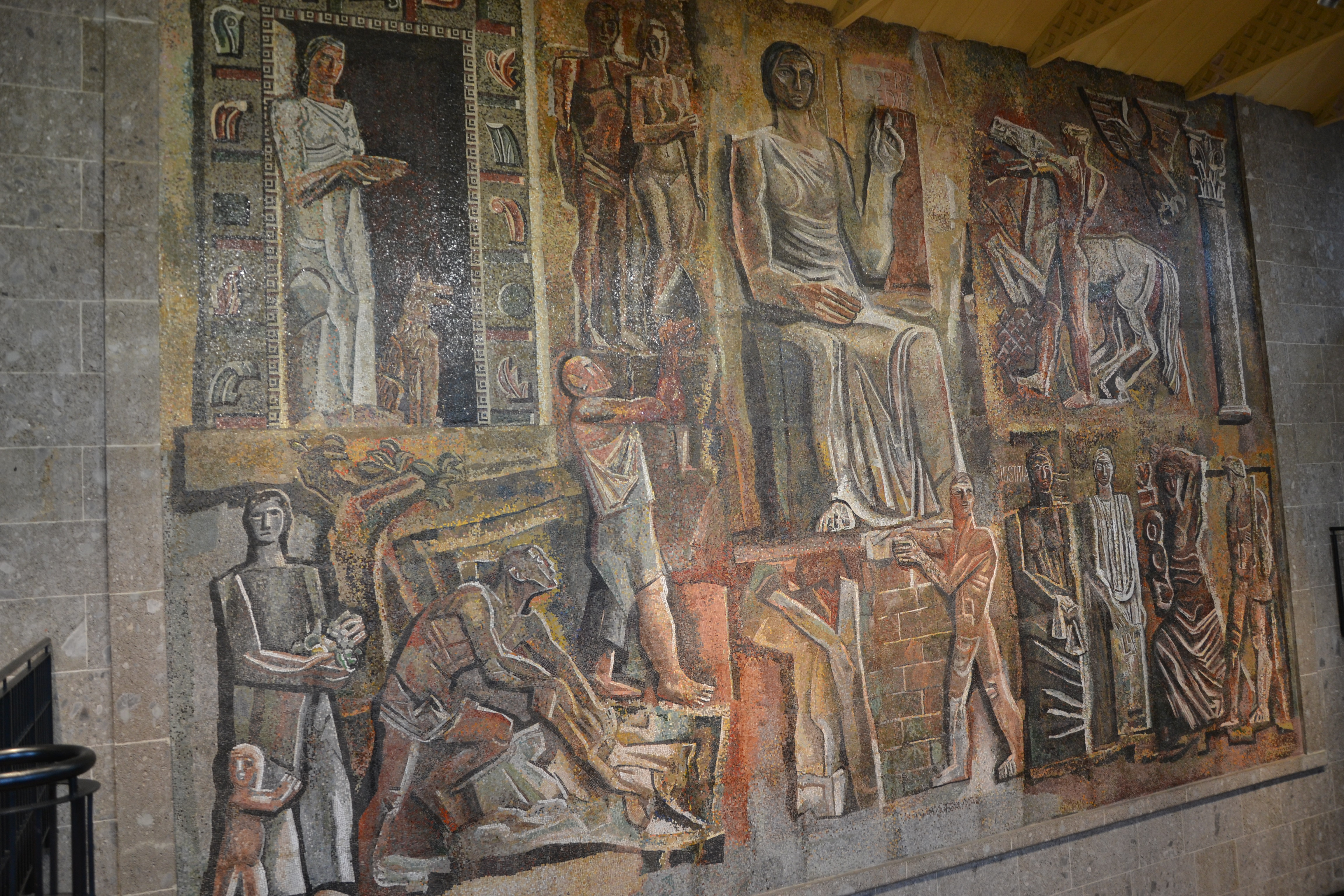
Mario Sironi, mosaico dal titolo Il lavoro fascista (1936-1937)

Per garantire la più efficiente realizzazione di un palazzo di stampa che potesse definirsi modernissimo, Muzio visitò insieme a una commissione d’esperti le sedi dei principali quotidiani europei e statunitensi, in modo da adottare le più innovative tecniche di stampa di quel tempo e di realizzare una struttura architettonica avanzata dal punto di vista produttivo e costruttivo. Il compito era particolarmente rilevante e delicato, poiché si trattò di progettare la sede di un importante quotidiano che era anche l’organo del Partito Nazionale Fascista, fondato dal Duce stesso.
La soluzione architettonica presentata vedeva la costruzione di due corpi principali, con quello prospettante su piazza Cavour caratterizzato da una facciata monumentale e simmetrica interamente ricoperta di marmo vicentino; i primi tre piani sono formalmente raccordati dall’ordine gigante dei pilastri.
L'ingresso centrale è impreziosito dal soprastante balcone in porfido e dal grande bassorilievo, entrambi opera di Mario Sironi autore anche del grande mosaico dal titolo Il lavoro fascista (1936-1937) oggi all'interno dell'edificio con il titolo modificato in L'Italia corporativa, e la cui parte centrale era stata presentata alla VI Triennale di Milano nel 1936.